# Maartje Nevejan
 (janvier 2019).
Si vous disposez d'ouvrages ou d'articles de référence ou si vous connaissez des sites web de qualité traitant du thème abordé ici, merci de compléter l'article en donnant les références utiles à sa vérifiabilité et en les liant à la section « Notes et références ».
Maartje Nevejan, née à Tilburg, est une actrice, réalisatrice et scénariste néerlandaise.

## Filmographie

### Actrice

#### Cinéma et téléfilms
- 1985 : Ornithopter : Paula
- 1991 : 12 steden, 13 ongelukken (nl) : Linda
- 1993 : De weg naar school : La professeur
- 1997 : Broos (nl) : Leen

### Réalisatrice et scénariste
- 2004 : Couscous & Cola
- 2009 : Theo van Gogh? Die is dood
- 2015 : Harry, Tiny En Sonja